# Thomas Neill Cream
Thomas Neill Cream (Glasgow, Escocia; 27 de mayo de 1832-Prisión de Newgate, Londres, Inglaterra; 15 de noviembre de 1892) fue un médico y asesino en serie británico.
Fue un adinerado médico abortista que cobró notoriedad al victimar mujeres por medio de píldoras con estricnina o a veces por otros procedimientos. Se lo conoció con el mote de “Envenenador de Lambeth”, en atención a la localidad británica donde consumó sus últimos homicidios. Era un excéntrico y trató de incriminarse a sí mismo en los asesinatos del Destripador. Prueba de tal afán constituyó el hecho de que, luego de ser condenado a la pena máxima, en el momento de su ejecución exclamó: “Yo soy Jack el...”, sin lograr concluir la frase porque la soga se apretó alrededor de su cuello quitándole la vida.

## Biografía
Tras su nacimiento en Escocia el 27 de mayo de 1832, la familia del niño Thomas lo trasladó a Canadá a los cuatro años y, más adelante, en 1872, se matriculó en la universidad de Mac Gill, recibiéndose de médico en marzo de 1876. Su primera esposa falleció a consecuencia de un aborto mal practicado por el propio marido, del cual también se rumoreó que la había envenenado.
Su inicial estadía en Inglaterra fue entre los años 1876 y 1878, cuando cursó un postgrado en el Hospital de Saint Thomas. Volvió en el año 1879 a Canadá donde tuvo problemas con la ley por practicar abortos. En 1880 lo acusaron de cometer el asesinato de una joven en el transcurso de un aborto frustrado, pero logró salir libre. Al año siguiente, estando en Norteamérica, se hizo amante de una atractiva mujer y obtuvo su primera condena por matar, mediante envenenamiento, a Mr. Daniel Scout, esposo de la misma.
Lo condenaron a reclusión perpetua, pero años después se benefició con un indulto. En los registros de la prisión de Illinois consta que Thomas Neill Cream salió libre el 12 de junio de 1891.
En octubre de ese año de 1891, arribó por segunda vez a Inglaterra, radicándose en la ciudad de Liverpool. Pero dos semanas después de su llegada ultimó a la primera de una serie de mujeres, valiéndose de una cápsula con estricnina que le ofreció a aquella, pretextándole que se trataba de un medicamento. La víctima Ellen Donwoth, de diecinueve años, suministró antes de expirar una descripción de su ejecutor retratándolo como “un caballero alto, tuerto, de tupidas mejillas y sombrero de copa”.
Además de asesinar, a Thomas Neill Cream le fascinaba enviar cartas delictivas con el propósito de extorsionar a terceros. Luego de ultimar a Ellen, remitió misivas bajo seudónimo a varias personas, a quienes exigía grandes sumas a cambio de no denunciarlos ante la policía, pues pretendía saber que ellos habían envenenado a la muchacha.
El 20 de abril de ese año eliminó a la meretriz Matilda Clover mediante otra cápsula con estricnina. Tras este crimen, el matador mandó una carta a una Condesa tildando al marido de esta de ser el asesino, y pidiendo dinero por su silencio.
Asimismo, remitió otra misiva al prominente médico William Broadbent, acusándolo de idéntico homicidio y también reclamándole dinero. Este profesional denunció la felonía, y los detectives tendieron una trampa al extorsionista, pero el delincuente olió el peligro y no asistió a la cita en la cual le proponían retirar el importe que el extorsionado fingió estar dispuesto a pagarle.
Poniendo distancia entre su persona y la investigación de esos crímenes y chantajes, Thomas Neill Cream viajó el 7 de enero de 1892 a Canadá y arribó a Quebec, ciudad en donde continuó con su manía de remitir cartas extorsivas.
Tras este “descanso”, el 9 de abril de 1892 retornó a Inglaterra para afincarse en Londres en una lujosa residencia sita en el 103 de Lambeth Place Road.
Dos días más tarde perpetró su último crimen, que sería un doble homicidio. Engañó a las jóvenes prostitutas Alice March y Emma Schivell, y consiguió que ingiriesen sendas cápsulas emponzoñadas. Las chicas residían en una pensión de la calle Stamford, y cuando su arrendadora oyó sus agónicos quejidos acudió a la habitación y vio cómo de allí escapaba el homicida. La detallada descripción que la locadora proporcionó a las autoridades determinó que el médico envenenador resultase capturado unos días más tarde.

## Conexión con Jack el Destripador
El obstáculo mayor para que este asesino fuera Jack the Ripper, lo constituye el hecho de que en 1888 se hallaba recluido dentro de una cárcel norteamericana. Sin embargo, el escritor Donald McCormick pretendió que Cream, valiéndose de sobornos –era muy rico entonces dado que había heredado a su difunto y millonario padre– se evadió, y dejó ocupando su lugar a un doble. Tras esa treta habría viajado a Londres en 1888, ensañándose con prostitutas en Whitechapel.
Por su parte, el propio individuo trató de incriminarse, pues al momento de su ejecución gritó “Yo soy Jack...”, quedando inconclusa la frase al ser desnucado por la fatídica soga del patíbulo.
No obstante, los especialistas del caso desechan que este envenenador fuera también el asesino del East End, y la voz del escritor Donald McCormick proponiéndolo al efecto ha quedado en solitario, al punto de que tan sólo como curiosidad se menciona esta hipótesis.

## Opiniones de jerarcas deScotland Yardrespecto de Thomas Neill Cream
La opiniones de los críticos negando que este hombre pudiese ser el Destripador, coinciden con la posición que adoptó la policía de la época.
Hay constancia documental de que, al menos, dos de los más connotados pesquisas encargados de las indagatorias manifestaron su postura sobre la eventualidad de que Thomas Neill Cream hubiese sido ese anónimo asesino serial.
El Inspector Edmund Reid desestimó de plano que al envenenador le correspondiese participación alguna en los crímenes victorianos. En especial, rechazaba la idea destacando que percibía una insalvable diferencia entre la manera de ultimar de la cual se servía este criminal con los feroces homicidios que perpetraba Jack el Destripador. Tampoco creía la especie de que el médico pudiera haberse evadido de la cárcel norteamericana dejando a un doble en su lugar, y viajase a Londres en 1888 para mutilar meretrices. Este parecer era concordante con el que observaba el Inspector Frederick Abberline al respecto.
En la Pall Mall Gazette del 31 de marzo de 1903, se publicó un reportaje efectuado al por entonces ex inspector. En el curso de la entrevista se le sondeó acerca de la posibilidad de que el Envenenador de Lambeth hubiese sido Jack el Destripador, atento a que, entre otras cosas, el mismo habría reclamado serlo a través de su agónica exclamación previa a perecer ahorcado. El expolicía reconoció que en efecto conocía esa historia, pero replicó que desechaba a ese sujeto como sospechoso válido, pues aquel ni siquiera estaba en Inglaterra cuando ocurrieron los asesinatos de Whitechapel. Frederick Abberline descartó totalmente a Cream, y concluyó enfatizando: “No, la identidad del diabólico individuo que cometió esos crímenes aún sigue sin descubrirse”.